# Ardgroom
Ardgroom är en ort i republiken Irland. Den ligger i grevskapet County Cork och provinsen Munster, i den sydvästra delen av landet. Ardgroom ligger 13 meter över havet och antalet invånare är 859.
Terrängen runt Ardgroom är kuperad åt sydost, men åt nordväst är den platt. En havsvik är nära Ardgroom åt nordväst. Trakten runt Ardgroom består i huvudsak av jordbruksmark.